# Autobianchi A112
Pour les articles homonymes, voir A112.
 (décembre 2021).
Si vous disposez d'ouvrages ou d'articles de référence ou si vous connaissez des sites web de qualité traitant du thème abordé ici, merci de compléter l'article en donnant les références utiles à sa vérifiabilité et en les liant à la section « Notes et références ».
L'Autobianchi A112 est une voiture de petites dimensions fabriquée par le constructeur italien Autobianchi, filiale de Fiat, entre 1969 et 1986. 
Capable d'assurer la même qualité de déplacement de quatre personnes en ville que pour un long trajet sur autoroute elle remplaçait, dans la gamme Autobianchi, la petite Bianchina, de plus petit gabarit et dérivée de la Fiat 500.

## Histoire
Désireuse de remplacer la  vieillissante Bianchina, dérivée de la Fiat 500 mais avec des finitions plus abouties, la direction du groupe Fiat, qui a toujours utilisé la marque Autobianchi comme laboratoire expérimental en grandeur nature, voyait pointer une future concurrente, l'Austin Morris. Plus connue sous le nom de Mini, son constructeur venait de signer un contrat de fabrication avec Innocenti pour produire en Italie des Mini échappant aux taxes d'importation.
Présentée en octobre 1969 au Salon de l'automobile de Turin et commercialisée au printemps 1970, l'A112 est le fruit de Dante Giacosa.
Elle offre un hayon arrière avec un bon volume de chargement, et permet au groupe Fiat de contrer la concurrence de la Mini en Europe en gardant la maîtrise des petites voitures.

## Les différentes séries
Les séries produites sont au nombre de huit, dont seulement les sept premières sont techniquement différentes : la 8e dénomination, vendue durant la phase de transition entre l'A112 et sa remplaçante, la Y10 et bien qu'en tous points identique à la précédente, dite Junior, est baptisée série Unificata.

### Première série
La première version de l'A112 n'est vendue qu'avec un seul moteur, de 903 cm3, puisé par mesure d'économie dans la banque d'organes de Fiat. Le même 4 cylindres que la Fiat 850, qui reste la version de base jusqu'à la disparition du modèle en 1986 et qui équipe la Fiat 127 en 1971. Ce moteur compact peut être monté transversalement sous l'étroit capot sans pénaliser l'accessibilité pour son entretien.
C'est une traction avant disposant d'une boîte de vitesses à 4 rapports et  d'une suspension à 4 roues indépendantes.
En 1971, la gamme est élargie avec les versions E — mieux finie — et la variante siglée Abarth dont la présentation intérieure et la finition sont supérieures à celles de Fiat.

### Seconde série
La seconde série, apparue en 1973, porte essentiellement sur des améliorations de finition intérieure, et voit la puissance de son moteur portée à 47 ch.

### Troisième série
La troisième série, présentée en 1974, voit l'homologation de la voiture passer de 4 à 5 places et la diminution de puissance du moteur à 42 ch, pour satisfaire aux premières normes européennes d'émissions.

### Quatrième série
Produite à partir de 1977, elle présente des changements de carrosserie substantiels comme la calandre et les feux arrière, la forme du pavillon aux angles carrés pour plus de rigidité, et la modification du longeron droit pour faire rentrer la nouvelle boîte à 5 vitesses (ce qui amena bien des fragilités à la structure). Les pare-chocs métalliques sont remplacés par un matériau synthétique armé. La finition E est dotée d'un nouveau moteur de 965 cm3 pour 48 ch.

### Cinquième série
En 1979 est présentée la cinquième série avec l'introduction des versions Junior, Elegant, Elite et Abarth. La Junior est équipée le moteur de 903 cm3 et d'un toit ouvrant, l'Elegant et l'Elite d'un moteur de 965 cm3 à allumage électronique et d'une boîte à 5 vitesses.
Les modifications esthétiques concernent les parties secondaires comme les feux arrière, de forme plus carrée insérés dans un ensemble noir, servant de support de plaque d'immatriculation. Les rétroviseurs sont agrandis.

### Sixième série
Présentée en 1982, elle voit l'adjonction de la finition LX sur base de la version Elite. Elle reçoit les vitres athermiques électriques, et des sièges revêtus en velours avec appuie-têtes.

### Septième série
La septième série, apparue en 1984, est quasiment identique à la version précédente sauf quelques différences esthétiques ; inséré dans le pare-chocs arrière, un large bandeau réfléchissant (catadioptre) comporte le logo Autobianchi et le nom de la version.

### Huitième série
La huitième série est présentée en 1985 et ne comporte qu'une seule version, dont les caractéristiques et la finition sont identiques à celles de la version Junior précédente.
Peu après, Lancia-Autobianchi présente la remplaçante de l'A112, l'Autobianchi Y10.

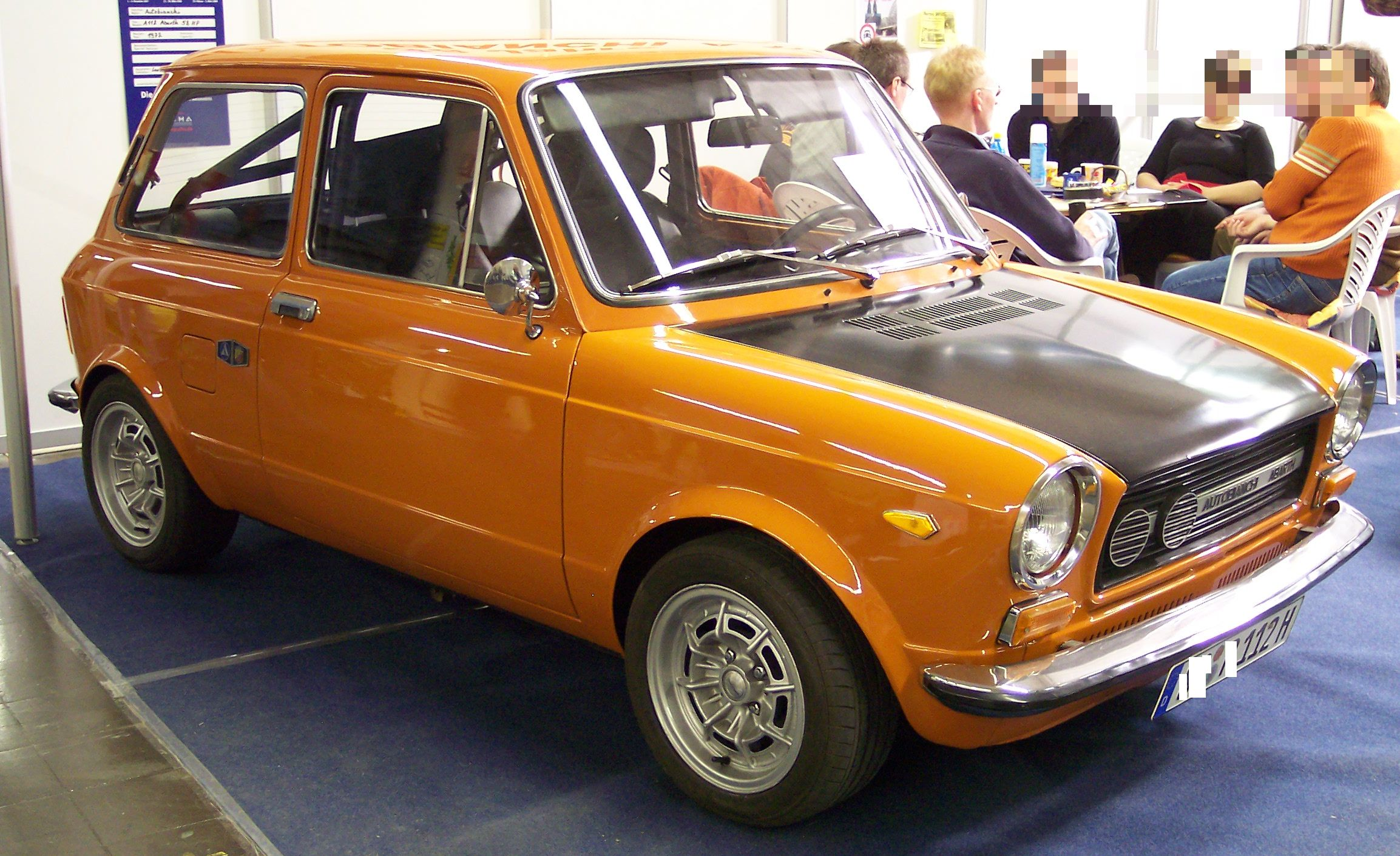
Autobianchi A112 Abarth de 1re série préparée pour la compétition.

### A112 Abarth

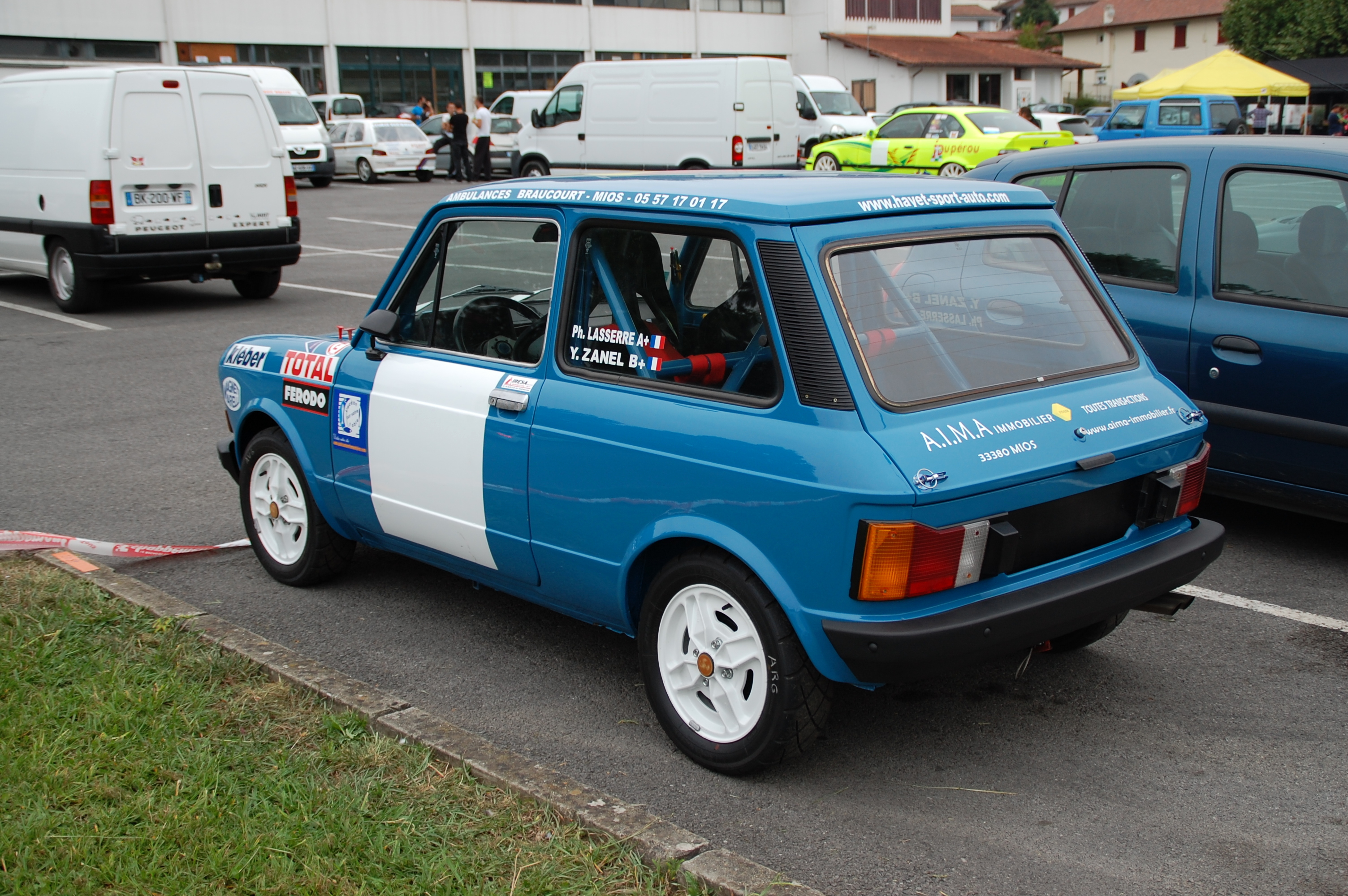
Autobianchi A112 Abarth de collection.

Les versions A112 Abarth sont les voitures les plus recherchées par les collectionneurs, en raison de leurs particularités esthétiques et techniques.
À l'origine, elle est équipée d'un moteur de 985 cm3 développant 58 ch. Arrive ensuite le moteur de 1 050 cm3 pour 70 ch, dérivé d'un modèle Fiat construit au Brésil. Maniable, elle se fait très rapidement une solide réputation chez les amateurs de compétitions sportives.

## Caractéristiques techniques
- période de fabrication : 1969-1986
- production totale : 1 254 178 exemplaires

## Versions
Ire série 1969-1973
- De base : 903 cm3, 44 ch
- E : finition luxueuse - 903 cm3, 44 ch - 1971-1973
- Abarth : 982 cm3, 58 ch - 1971-1973

IIe série 1973-1974
- De base : 903 cm3, 47 ch
- E : 903 cm3, 47 ch
- Abarth : 982 cm3, 58 ch

IIIe série 1974-1977
- De base : 903 cm3, 47 ch, réduits à 42 ch en 1975
- E : 903 cm3, 47 ch
- Abarth : 982 cm3, 58 ch, disponible début d'année 1976, ou 1 050 cm3, 70 ch

IVe série 1977-1979
- De base : 903 cm3, 42 ch
- E : 965 cm3, 48 ch
- Abarth : 1 050 cm3, 70 ch

Ve série 1979-1982
- Junior : 903 cm3, 42 ch
- Elegant : 965 cm3, 48 ch
- Elite : 965 cm3, 48 ch
- Abarth : 1 050 cm3, 70 ch

VIe série 1982-1984 
- Junior : 903 cm3, 42 ch
- Elite : 965 cm3, 48 ch
- LX : 965 cm3, 48 ch
- Abarth : 1 050 cm3, 70 ch

VIIe série 1984-1985
- Junior : 903 cm3, 42 ch
- Elite : 965 cm3, 48 ch
- LX : 965 cm3, 48 ch
- Abarth : 1 050 cm3, 70 ch

VIIIe série 1985-1986 (Unificata)
- version unique A112 : 903 cm3, 42 ch